# لانكاستر (ماساتشوستس)
لانكاستر (بالإنجليزية: Lancaster, Massachusetts)‏ هي بلدة أمريكية تقع في الولايات المتحدة في مقاطعة ووستر (ماساتشوستس). يقدر عدد سكانها بـ 8,055 نسمة ومساحتها 73.0 كم2 وترتفع عن سطح البحر 91 متر.

## أعلام
- جوليا أبيجيل فليتشير كارني
- تشارلز إف. شاندلير
- ويليام راسيل
- ناثانيل ثاير جونيور
- إدوارد إي. ويلارد
- صموئيل ويلارد
- أرون هيرنانديز